# トゥルーロ・シティFC
トゥルーロ・シティ・フットボール・クラブ（Truro City Football Club）はイングランド、コーンウォール、トゥルーロを本拠地とするサッカークラブチームである。2016-2017シーズンはカンファレンス・サウス（6部相当）に所属。

## 概要
1889年創設。1958年に国内11部相当のサウスウェスタンリーグに参加。

## タイトル

### 国内タイトル
- FAヴェイス:1回

2006-2007
- サウザンリーグ・プレミアディヴィジョン:1回

2010-2011
- サウザンリーグ・ディヴィジョンワン・サウス&ウェスト:1回

2008-2009
- ウェスタンリーグ・プレミアディヴィジョン:1回

2007-2008
- ウェスタンリーグ・ディヴィジョンワン:1回

2006-2007
- サウスウェスタンリーグ:5回

1960–1961,1969–1970,1992–1993,1995–1996,1997–1998
- サウスウェスタンリーグカップ:3回

1959-1960,1966-1967,1992-1993
- コーンウォール・シニアカップ:15回

1894–1895,1901–1902,1902–1903,1910–1911,1923–1924,1926–1927,1927–1928,1937–1938,1958–1959,1966–1967,1969–1970,1994–1995,1997–1998,2005–2006,2006–2007,2007–2008
- Durning Lawrence Cornwall Charity Cup:11回

1911–1912,1912–1913,1919–1920,1925–1926,1928–1929,1929–1930,1930–1931,1932–1933,1949–1950,1964–1965,1980–1981

### 国際タイトル
- なし

## 過去の順位
- 2006-2007 Western Football League Div1 1位 昇格
- 2007-2008 Western Football League PRE 1位 昇格
- 2008-2009 Southern Football League Div1 South & West 1位 昇格
- 2009-2010 Southern Football League PRE 11位
- 2010-2011 Southern Football League 1位 昇格
- 2011-2012 カンファレンスサウス 14位

## 歴代所属選手
- キーファー・ムーア 2012-2013